# استئصال جسم الفقرة
استئصال جسم الفقرة (بالإنجليزية: Corpectomy)‏ أو استئصال الفقرة (بالإنجليزية: Vertebrectomy)‏ هو إجراءٌ جراحي يتضمن إزالة جسم الفقرة كاملًا أو جزءًا منه. يهدف هذا الإجراء عادةً إلى تخفيف الضغط عن الحبل الشوكي والأعصاب. غالبًا ما يترافق هذا الإجراء مع أحد أشكال استئصال القرص.
عند إزالة جسم الفقرة يجري الجراح دمج الفقرات؛ وذلك نظرًا لبقاء مساحة فارغة، لذلك تملئ باستخدام كتلة من العظام مأخوذة من الحوض أو أحد عظام الساق أو باستخدام مكون مُصّنع مثل القفص (بالإنجليزية: cage)‏. يعمل هذا الطعم العظمي على فصل الفقرات المتبقية عن بعضها البعض. تنمو الفقرات وتندمج معًا أثناء مرحلة الشفاء.
يُسمى هذا الإجراء بالإنجليزيَّة «Corpectomy»؛ وذلك لأنَّ الأصل اللاتيني لمصطلح «جسم الفقرة» يُقابل «corpus vertebrae».